# Pyrrhula aurantiaca
Pyrrhula aurantiaca é uma espécie de fringilídeos da família Fringillidae.
Pode ser encontrada nos seguintes países: Índia e Paquistão.
Os seus habitats naturais são: florestas temperadas.